# ハレルヤ (パニック!アット・ザ・ディスコの曲)
「ハレルヤ」（Hallelujah）は、アメリカ合衆国のポップ・ロック・バンドであるパニック!アット・ザ・ディスコの楽曲。2015年4月20日にフュエルド・バイ・ラーメンおよびDCD2レコードからシングルとして発売された。本作は5作目のスタジオ・アルバム『ある独身男の死』からの先行シングルであり、同時にドラマーのスペンサー・スミスの脱退後に発売された初のシングルともなった。
「ハレルヤ」は、71,000ダウンロードの売上を記録し、『ビルボード』誌のHot 100で最高位40位を記録。パニック!アット・ザ・ディスコにとって同チャートでのトップ40入りは、2006年に「アイ・ライト・シンズ・ノット・トラジェディーズ〜いつわりのウェディング」が最高位7位を記録して以来約9年ぶりとなった。

## 背景・曲の構成
「ハレルヤ」はアルバム『ある独身男の死』の制作で最初に作られた楽曲で、作詞作曲はブレンドン・ユーリー、アーロン・ライト、イマード・ロイ・エル・アミン、ホワイト・シー、ジェイク・シンクレアの共作。楽曲はバンドとファンの結束を祝すものとなっており、ユーリーのモルモン教徒としての生い立ちも本作に影響している。曲名の「ハレルヤ」について、ユーリーは「非常に強い言葉」としたうえで、「教会で生まれ育った俺が口にした時、その言葉に何も意味はなかった。その言葉は音楽を通じて学んだ。『ハレルヤ』はジェフ・バックリィのやつもレナード・コーエンのやつもどちらも好きだ。彼らは素晴らしい」とコメントした。
曲中ではシカゴの「クエスチョン67/68」をサンプリングして使用している。この関係から本作の作詞作曲者のクレジットには、「クエスチョン67/68」の作詞作曲を手がけたロバート・ウィリアム・ラムの名も含まれている。本作の発表当時、ベーシストのダロン・ウィークスは正式メンバーの1人として在籍していたが、本作の制作や演奏には関与していない。

## 評価
『ビルボード』誌のエミリー・ホワイトは、本作について「演劇的なエモ・ポップの曲」と表現した。『PopBuzz』のジェームズ・ウィルソン＝テイラーは「たいへんなシングル」とし、「男性主導でリメイクした『天使にラブ・ソングを…』のような」曲と評した。アルバム『ある独身男の死』の日本盤で解説文を手がけた音楽ライターの宮原亜矢は、スミスが脱退しユーリーのソロバンドとなってから間もなくして発売された初のシングルであることから、歌詞を読んだ時にはそれこそ彼が長年傷つき悲しんできた過去に別れを告げ、一歩を踏み出す決意表明に受けとれたと述べている。
2016年の『Alternative Press Music Awards』では、ソング・オブ・ザ・イヤーを受賞した。

## プロモーション

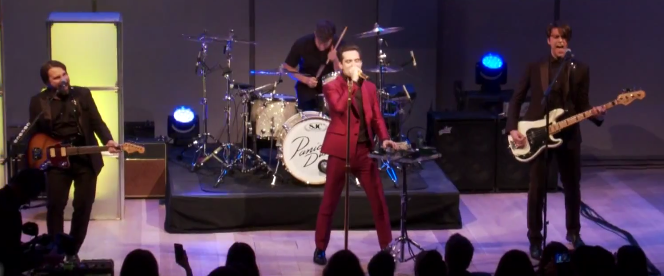
『第7回ショーティ・アワード』で演奏するパニック!アット・ザ・ディスコ

楽曲の発売時、バンドの公式Facebookページでは「両手を硬く合わせた」絵文字を特徴としたオーディオビデオが公開された。2015年7月7日、本作のミュージック・ビデオが公開された。ビデオは遠近法などを使用した映像になっていて、マウリッツ・エッシャーの作品を思わせるトリックアートの世界観でユーリーが女性を追うシーンと、ユーリーが教会の懺悔室で自身が犯した罪を告白するシーンで構成されている。『Vox』のエイミー・ケイシアンは、パズルゲーム『Monument Valley』との類似性について言及している。
本作は、2015年4月20日に開催された『第7回ショーティ・アワード』で初披露となった。なお、この時の演奏がユーリーのソロ・プロジェクトへの移行後初の演奏の場となった。その後、『Alternative Press Music Awards』でもクイーンのカバー曲「ボヘミアン・ラプソディ」とともに披露された。

## クレジット
※出典
- ブレンドン・ユーリー – リード・ボーカル、ギター、ベース、バックグラウンド・ボーカル、作詞作曲
- アーロン・ライト – 作詞作曲
- イマード・ロイ・エル・アミン– 作詞作曲、プロデュース
- ホワイト・シー – 作詞作曲、バックグラウンド・ボーカル
- ジェイク・シンクレア – 作詞作曲、プロデュース、バックグラウンド・ボーカル
- ロバート・ウィリアム・ラム – 作詞作曲（クエスチョン67/68）
- マーク・ステプロ – ドラム
- ロブ・メイセス – ホーンアレンジ、指揮者
- アンディ・スニッツァー – テナー・サクソフォーン
- デイヴ・マン – テナー・サクソフォーン
- アーロン・ヘイク – アルト・サクソフォーン
- デイヴ・リーケンバーグ – バリトン・サクソフォーン
- マイク・デイヴィス – テナー・サクソフォーン
- ランディ・アンドス – バス・トロンボーン
- ジェフ・キーヴィット – トランペット
- トニー・カドレック – フリューゲルホルン
- スージー・シン – エンジニア
- マイケル・ブラウアー – ミキシング
- ジョー・ラポータ – マスタリング

## チャート成績

### 週間チャート
| チャート (2015年)                           | 最高位 |
| ------------------------------------------- | ------ |
| カナダ (Canadian Hot 100)                   | 72     |
| UK シングルス (OCC)                         | 81     |
| UK ロック・アンド・メタル (OCC)             | 1      |
| US Billboard Hot 100                        | 40     |
| US Hot Rock & Alternative Songs (Billboard) | 3      |
| US Rock & Alternative Airplay (Billboard)   | 15     |

### 年間チャート
| チャート (2015年)                             | 順位 |
| --------------------------------------------- | ---- |
| US Hot Rock & Alternative Songs (Billboard)   | 21   |
| US Hot Rock & Alternative Airplay (Billboard) | 49   |

## 認定
| 国/地域                          | 認定     | 認定/売上数 |
| -------------------------------- | -------- | ----------- |
| カナダ (Music Canada)            | Gold     | 40,000      |
| イギリス (BPI)                   | Silver   | 200,000     |
| アメリカ合衆国 (RIAA)            | Platinum | 1,000,000   |
| 認定のみに基づく売上数と再生回数 |          |             |